# Савино (Каргопольский район)
Савино — деревня в Каргопольском районе Архангельской области России. Входит в состав Павловского сельского поселения.

## История
В «Списке населенных мест Российской империи», изданном в 1879 году, населённый пункт упомянут как деревня Савина Ляга (Савина) Каргопольского уезда (1-го стана), при колодцах, расположенная в 14 верстах от уездного города Каргополя. В деревне насчитывалось 45 дворов и проживало 275 человек (137 мужчин и 138 женщин). Имелась православная часовня.
По данным 1905 года имелось 54 двора и проживало 385 человек (180 мужчин и 205 женщин). В административном отношении деревня входила в состав Полуборского общества Нифантовской волости. Имелось 50 лошадей, 104 коровы и 188 голов прочего скота.

## География
Деревня находится в юго-западной части Архангельской области, в южной зоне средней тайги, на расстоянии примерно 13 километров (по прямой) к северо-северо-западу (NNW) от города Каргополя, административного центра района. Абсолютная высота — 137 метров над уровнем моря.

### Часовой пояс
Савино, как и вся Архангельская область, находится в часовой зоне МСК (московское время). Смещение применяемого времени относительно UTC составляет +3:00.

## Население
| 2002 | 2010 | 2012 |
| ---- | ---- | ---- |
| 6    | ↘2   | ↗3   |

Национальный состав
Согласно результатам переписи 2002 года, в национальной структуре населения русские составляли 100 %.